# Delomys collinus
Delomys collinus és una espècie de mamífer rosegador de la família dels cricètids. És endèmic del Brasil, on viu a altituds d'entre 1.000 i 2.700 msnm. El seu hàbitat natural són els boscos de diferents tipus situats a mitjanes i grans altituds. Està amenaçat per la destrucció del seu medi i els incendis forestals. El seu nom específic, collinus, significa ‘dels turons’ en llatí.